# Kim Lip
Kim Lip（1999年2月10日—）本名為金定恩（韩语：／ Kim Jung Eun），韓國女歌手，出生於忠清北道清州市，曾為Blockberry Creative旗下女子团体本月少女的成员之一，也是本月少女固定子团体本月少女 Odd Eye Circle的隊長。2017年12月28日Kim Lip以单曲专辑《Kim Lip》先行个人出道，是本月少女成员中第六个被公开身份的成员，并在2018年8月19日随本月少女以《+ +》团体出道。2023年一月與公司合約糾紛中勝訴，勝訴當天即成為自由身。現為Modhaus旗下團體ARTMS成員。

## 早年生活
Kim Lip于1999年2月10日出生于韩国忠清北道的清州市。其初中时期曾与未来的本月少女组合队友Chuu在清州的同一所初中就读。同时她也在一所音乐学院练习过，并在此期间通过了韓林演藝藝術高等學校的测试，与Chuu继续成为同学，一起于2018年2月毕业。
由于Kim Lip的谚文本名金定恩（韓語：김정은）与朝鲜民主主义人民共和国领导人金正恩在韩语中相同，为避免争议，出道前在公司的建议下取了艺名“Kim Lip”。

## 演艺生涯
2017年5月15日，Blockberry Creative在其官方主页和社交媒体上公开了未来组合第六名成员Kim Lip的预告照，并表示即将推出她的个人专辑。5月23日，Blockberry Creative公开了Kim Lip的个人单曲专辑《Kim Lip》，以及主题曲〈Eclipse〉的音乐录像带。《Kim Lip》是一张R&B风格的专辑，由主题曲〈Eclipse〉和收录曲〈Twilight〉组成，分别由丹麦作曲团队Deekay的作曲家丹尼尔·奥比·克莱恩和查·查·马龙制作。Blockberry Creative还表示Kim Lip将会是新子团体的一员。
9月19日，Blockberry Creative公开了由Kim Lip、真率和Choerry组成的新固定子团体本月少女 Odd Eye Circle的预告照和MV预告，并表示将在21日开始发售其专辑《Mix & Match》。21日公司释出了专辑主题曲〈Girl Front〉的MV，该MV是在洛杉矶取景的。Kim Lip当日在Mnet节目M! Countdown与另外两位Odd Eye Circle成员完成了其初舞台，也是OEC组合的出道舞台。10月31日，Odd Eye Circle《Mix & Match》的改版专辑《Max & Match》和主题曲〈Sweet Crazy Love〉的MV公开。
2018年8月19日，在12名成员全部被公开后，Kim Lip作为本月少女成员在首尔漢南洞举行了出道舞台，并正式以本月少女的成员身份出道。
2023年1月15日，韓國地方法院宣布，與經紀公司提出解約官司中勝訴，即日起成為自由身
2023年3月17日，與經紀公司Modhaus簽訂專屬合約。

## 音乐作品

### 单曲专辑
| 专辑标题    | 專輯資料 | 榜单 最高位置 | 曲目                        |
| 专辑标题    | 專輯資料 | Gaon          | 曲目                        |
| ----------- | --- | ------------- | --------------------------- |
| 《Kim Lip》 | - 發行日期：2017年5月23日 - 唱片公司：Blockberry Creative - 格式：CD、數位音樂下載、流媒体 - 語言：韓語 - 銷量：13,050 | 13            | 曲目 1. Eclipse 2. Twilight |